# Oton
Cet article possède un paronyme, voir Automne.
Oton est une municipalité de la province d'Iloilo, aux Philippines. En 2015, la localité compte 89 115 habitants.